# Музей КП «Киевпасстранс»
Музей КП «Киевпасстранс» — музей в Киеве, посвящён истории киевского транспорта.
Ранее имел названия «Всесоюзный трамвайный музей имени десятой годовщины Октября», «Музей первого трамвая» и «Киевский музей электротранспорта».

## История
Музей был открыт в 1927 году в связи с празднованием 10-летия Октябрьской революции как «Всесоюзный трамвайный музей имени десятой годовщины Октября» в заброшенном на тот момент Демеевском трамвайном парке. В 1942 году музей был полностью разграблен фашистами и после освобождения Киева, в связи с отсутствием экспонатов, не восстанавливался.
Музей заново открыт в 1992 году в связи с празднованием 100-летия Киевского трамвая. Находился с 1992 по 2010 год по адресу улица Академика Филатова, 22/8.
В 2011 году был осуществлён переезд на улицу П. Усенко, 7/9.
Со времени открытия и до 14 апреля 2010 года заведующей музеем была ветеран киевского ГЭТа — Лидия Архиповна Ливинская. После неё сменилось уже четверо заведующих. В данный момент музей функционирует с перебоями.

## Описание музея
Первоначальная экспозиция (1992—2010)
Экспозиция была расположена в одном зале, площадью 40 м². В музее была представлена часть моделей трамвая, троллейбуса и монорельса, изготовленных (проходивших капитальный ремонт) на КЗЭТе (Киевском заводе электротранспорта). Чрезвычайно интересными являлись три сборные диорамы, отражающие различные этапы развития киевского транспорта — «Начало-Современность» (1892—1992 гг.), «Годы войны» (1941—1944 гг.) и «Наше/Будущее время» (1992-…). Также внимание привлекает большая карта Украины, где обозначены все города, имеющие на 1993 г. или имевшие в прошлом трамвай или троллейбус. На аналогичной большой карте Киева обозначены линии трамвая и троллейбуса, действовавшие в разные годы.
Брамским К. А. были оформлены персональные стенды посвященные выдающимся электротранспортникам Владимиру Векличу, Василию Дьяконову, Станиславу Бейкулу и Исааку Кацову.
В музее экспонировались фотографии, книги, документы, рассказывающие о истории развития транспорта не только Киева, но и других городов.

Уникальная библиотека книг и журналов (большинство из которых — французские, американские и английские) и книг, насчитывает около 5000 экземпляров из многих стран мира, рассказывает об истории транспорта во всем мире.
Время забвения (2010—2011)
С конца 2009 года, по причине тяжёлой болезни (а позднее смерти) заведующей музеем, музей перестал принимать посетителей. С тех пор, кроме заведующих, музей никем не опекается.
На протяжении 2010—2011 годов в музее сменилось два заведующих, не предпринимавших никаких попыток возродить деятельность музея и сохранить его уникальные фонды. В середине 2011 года в «авральном» порядке всё имущество музея было перевезено на нынешнюю территорию — на ул. Павла Усенко 7/9, где было оставлено под присмотр случайных людей.
В процессе начальной фазы ремонта нового помещения музея, большая часть фондов (находившихся прямо на месте проведения строительных работ) была серьёзно повреждена (в том числе одна диорама, пришедшая в негодность), а часть фонда и экспонатов — вовсе украдена.
Восстановление и публичная презентация музея (2012)
Новое помещение представляет собой вестибюль, коридор, два зала и 5 подсобных помещений, общей площадью свыше 200 м².
В апреле 2012 года, с приходом предпоследнего заведующего, наконец, были начаты восстановительные работы как в помещении, так и с фондами. В период последующих нескольких месяцев фонды музея были приведены в порядок, была произведена бо́льшая часть ремонтных и реставрационных работ в музее, был оформлен фасад здания, облагорожена территория возле входа, был организован сбор натурных образцов для соответствующей новой экспозиции музея (исторический подвижной состав), частично подготовлена площадка для хранения последних и сделаны заготовки для возможности эксплуатации в экскурсионных целях.
Были отреставрированы все 3 диорамы (одна из них позднее была изъята из экспозиции по приказу руководства), заново организована вся фотоэкспозиция и иллюстрирующие транспортные атрибуты, а также выставка уцелевших (безмасштабных) моделей подвижного состава трамвая, троллейбуса и фуникулёра. История киевского монорельса также изъята из экспозиции. В экспозицию была добавлена одна масштабная модель (троллейбус ЮМЗ Т-2) и несколько стендов хвалебного содержания, посвящённых КП «Киевпасстранс». Также, появился один стенд посвящённый первой заведующей — Ливинской Л. А.
31.08.2012 состоялась торжественная демонстрация музея главе города, и. о. городского головы — Попову А. П.

Был продемонстрирован процесс восстановительных работ (почти оконченных) и экспозиция подвижного состава.
Статическое существование музея (2013—2015)
После демонстрации 31.08.2012 и до начала 2013 года музей не работал, поскольку был уволен заведующий. С 2013 года музей возглавляет Олейник Любовь Ивановна. К сожалению, больше не предпринимаются попытки развивать музей.
Из-за сложной и неудобной системы предварительной записи на экскурсию существенно затруднён приём посетителей. Для записи необходимо позвонить в отдел кадров Дарницкого трамвайного депо, записаться там в очередь на экскурсию, а позднее ещё раз позвонить и уточнить — придёт ли на экскурсию заведующая (на месте она постоянно не находится).
ИЭРЦ — Исторический Экспозиционно-Реставрационный Центр (2015)
С начала 2015 года создаётся Исторический Экспозиционно-Реставрационный Центр (ИЭРЦ), который должен стать преемником данного музея. Такое название связано с юридическими формальностями, поскольку полноценный музей необходимо регистрировать как отдельное предприятие, даже в рамках КП Киевпасстранс. До июня ИЭРЦ располагался в автопарке № 8, к которому он юридически приписан (ул. Хохловых 7/9) и в нём была собрана часть автобусов, имеющих историческую ценность. С июля экспозиция и фактически сам ИЭРЦ перенесён на ул. Выборгскую 111 (физически адрес расположен на пер. Радищева) Сюда же постепенно перевозится подвижной состав (автобусы, троллейбусы, трамваи). Силами специалистов ИЕРЦ уже отреставрирован автобус ЗИС 155 1954 г.в. и троллейбус МТВ, сейчас в работе трамвайный вагон № 919.
ИЕРЦ постоянно участвует в различных выставках и ретро ралли! ИЕРЦ открыт для посещения с 9.30 до 20.00 а в зимние месяцы с 10.00 до 17.00. Ведется постоянная работа с волонтерами, студентами и молодежью!
Молодёжная команда ИЕРЦ КП Киевпасстранс на подготовленном собственными силами автомобиле ГАЗ 24-12 заняла первое командное место в международном многодневном ралли ретроавтомобилей «ЗІРКОВЕ РАЛІ».
С 2016 года коллективом ИЕРЦ и организаторами ретро фестиваля ОЛДКАРЛЕНД разработана концепция создания МУЗЕЯ ТРАНСПОРТА УКРАИНЫ. Подготовлен дизайн проект нового музея и презентован руководству КП "Киевпасстранс". Ведется работа по подготовке бюджета на реконструкцию и ремонт территории для удобного расположения техники.